# Leocares

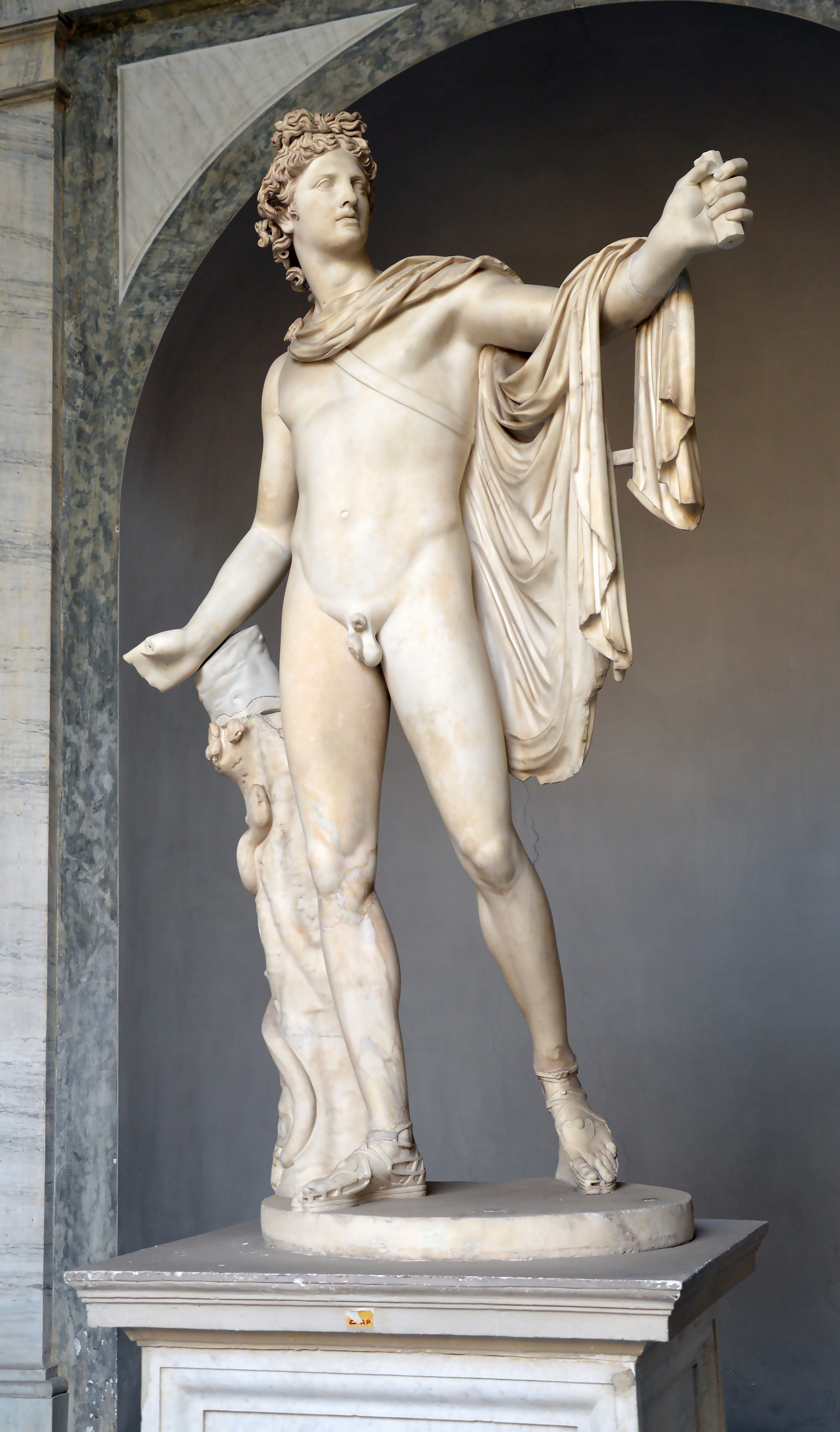
Apolo de Belvedere, generalmente atribuido a Leocares, Museo Pío-Clementino, Ciudad del Vaticano.

Leocares (en griego Λεωχάρης, Leôkhárês), fue un escultor ateniense en actividad desde los años 360 a los años 320 a. C.
Se sabía que sus estatuas eran de bronce, y que trabajó sobre todo en Atenas, donde se han encontrado varias basas firmadas con su nombre. Entre las obras que le son frecuentemente atribuidas, se pueden citar :
- el Apolo de Belvedere, en el museo Pío-Clementino (Ciudad del Vaticano)
- la Diana de Versalles
- el Zeus tonante de los Museos capitolinos
- el grupo del  Águila de Zeus raptando a Ganímedes
- las estatuas criselefantinas del Filipeion de Olimpia
- el grupo de la caza del león de Delfos, en colaboración con Lisipo

Se sabe también que trabajó, a invitación de Artemisa II, con Escopas, Timoteo y Briaxis en el Mausoleo de Halicarnaso hacia 350 a. C.activo en la segunda mitad del s. IV a.J.C.) Escultor ateniense. Colaboró con Scopas y con Timoteo en la decoración del mausoleo de Halicarnaso. Se le atribuyen un Ganimedes raptado por el águila de Zeus y la Muchacha de Anzio. Su obra, por el ritmo y por la libertad de movimiento, es un testimonio de la renovación artística del s. IV